# Bajo bandera
Bajo bandera és una pel·lícula argentina dramàtica i de suspens de 1997 dirigida per Juan José Jusid i protagonitzada per Miguel Ángel Solá, Federico Luppi, Omero Antonutti, Daniele Liotti, Andrea Tenuta i Andrea Pietra. Està basada en el llibre homònim de Guillermo Saccomanno, qui va coescriure el guió al costat de Jusid. L'argument també està basat en part en la història real del Soldado Carrasco.
La pel·lícula va guanyar el Premi Cóndor de Plata al Millor Guió Adaptat de 1998 de l'Asociación de Cronistas Cinematográficos de la Argentina. Al Festival Internacional de Cinema de Cartagena de Indias va guanyar el Premi Palmarès de 1998, que es concedeix als primers, segons o tercers llargmetratges iberoamericans de ficció del director i que no hagin estat exhibits prèviament a Colòmbia.

## Sinopsi
En 1969, durant la dictadura de Juan Carlos Onganía, un soldat que es troba apostat al sud argentí i duent a terme el Servei Militar Obligatori mor d'una manera misteriosa dins d'una caserna. Això desencadena una recerca a càrrec del Major Molina (Solá), que és enviat des de Buenos Aires. En el seu afany de desentranyar la veritat darrere d'aquesta mort, haurà d'enfrontar-se amb el silenci de la població, la por dels altres colimbas a parlar i el menyspreu del seu superior, el Coronel Hellman (Luppi), qui oculta un important secret que involucra a tot l'Exèrcit.

## Repartiment
- Miguel Ángel Solá... Major Molina
- Federico Luppi... Coronel Hellman
- Omero Antonutti... Pare Bruno
- Daniele Liotti... Soldat Repetto
- Andrea Tenuta... Fanny
- Andrea Pietra... Nora
- Carlos Santamaría... Capità Roca
- Alessandra Acciai... Victoria
- Mónica Galán... Paula
- Betiana Blum... Bonavena
- Ariel Casas... Subtinent Trevi
- Juan Andrés... Bracelli Lito
- Nicolás Scarpino... Rosen
- Roly Serrano... Caporal Benamino
- Walter Balzarini... Joaquín
- Alan McCormick... Polaco
- Damián Canduci... Perro
- Martín Kalwill... Topo
- Rodrigo Barrionuevo... Zuloaga
- Diego Topa... Anselmi
- Diego Jalfen ... Chofitol
- Fernando Bracalenti ... Subtinent Negro
- Esteban Mihalik ... Subtinent Gordo
- Lautaro Lunadei ... Ramirito
- Leandro Bufano ... Germán
- Marcela Ferradás ... Pirucha
- Betty Rigaud ... Negrita
- María Bosch ... Peti
- Eduardo Ruderman ... Capitán Médico Núñez
- Pedro Kesselman ... Empleat de l'Oficina de Correus
- Denni De Biaggi ... Amo del Bar
- María de la Fuente ... Noia del magatzem
- Carlos Córdoba ... Paisano del Rastrojero
- Sebastián Pinelli... Soldat
- Diego Jaraz ... Soldat
- Facundo Saltarelli ... Soldat
- Leonardo Kreimer ... Soldat
- Pablo Calasso ... Soldat
- Ezequiel Moscato ... Soldat
- Sebastián Italiano ... Soldat
- Oscar Giménez ... Soldat
- Mauricio Valentín ... Soldat
- Daniel Chadrani ... Soldat
- Gastón Batyi ... Soldat
- Diego Gentile ... Soldat
- César Altomaro ... Soldat
- Rocco De Gracia ... Soldat
- Luciano Cazaux ... Soldat
- Diego Reinhold... Soldat
- Fabio Di Tomaso... Soldat
- Javier Faur ... Soldat
- Luis Tancredi ... Soldat
- Daniel Luciano ... Soldat
- Gustavo Estévez ... Soldat
- Fernando Ferrer ... Soldat
- Juan Pablo Carnevale... Cabo de Cuadra
- Fernando Baras ... Civil 1
- Horacio Marassi ... Civil 2
- Gabriel Santacrocce ... Oficial de la Guardia
- Alicia Schilman ... Dona de Molina (Foto)
- Miguel Alí ... Xofer del Colectivo
- Pablo Carnaghi... Veu del Soldat Repetto
- Nora Zinski... Veu de Victoria
- Jorge Vaccari... Locutor del Cordobazo
- Marcelo Carbone
- Pascual Condito